# Cooperstown (North Dakota)
Cooperstown er en amerikansk by og administrativt centrum for det amerikanske county Griggs County i staten North Dakota. I 2000 havde byen et indbyggertal på 1.053.
47°27′N 98°07′V / 47.45°N 98.12°V